# Otto van Botenlauben

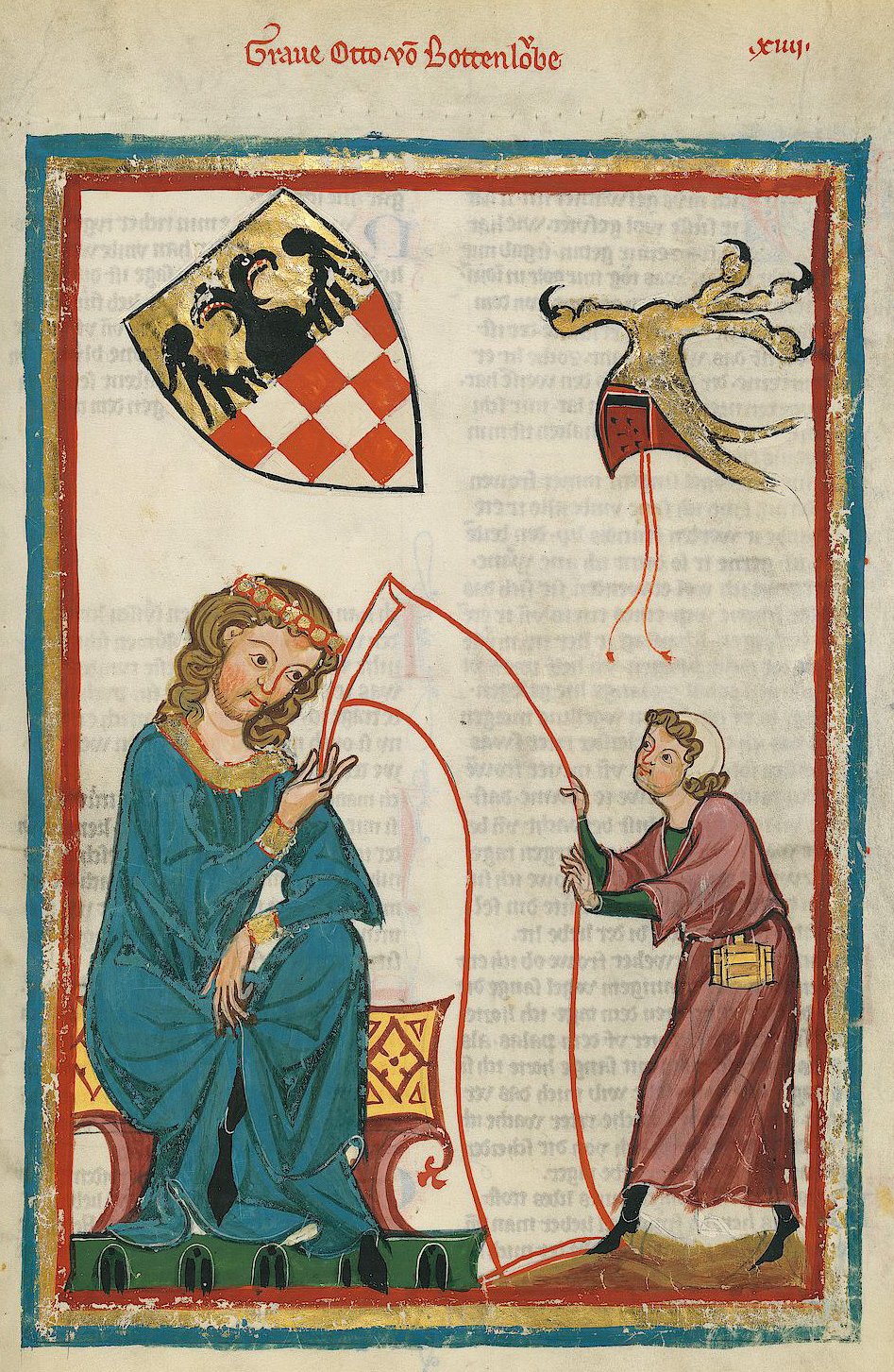
Otto van Botenlauben in de Codex Manesse

Otto van Botenlauben of Botenlouben, ook Otto van Henneberg (Henneberg, 1177 - nabij Bad Kissingen, ca. 1245) was graaf van Henneberg vanaf 1206, was een Duits kruisvaarder en minnezanger.

## Biografie

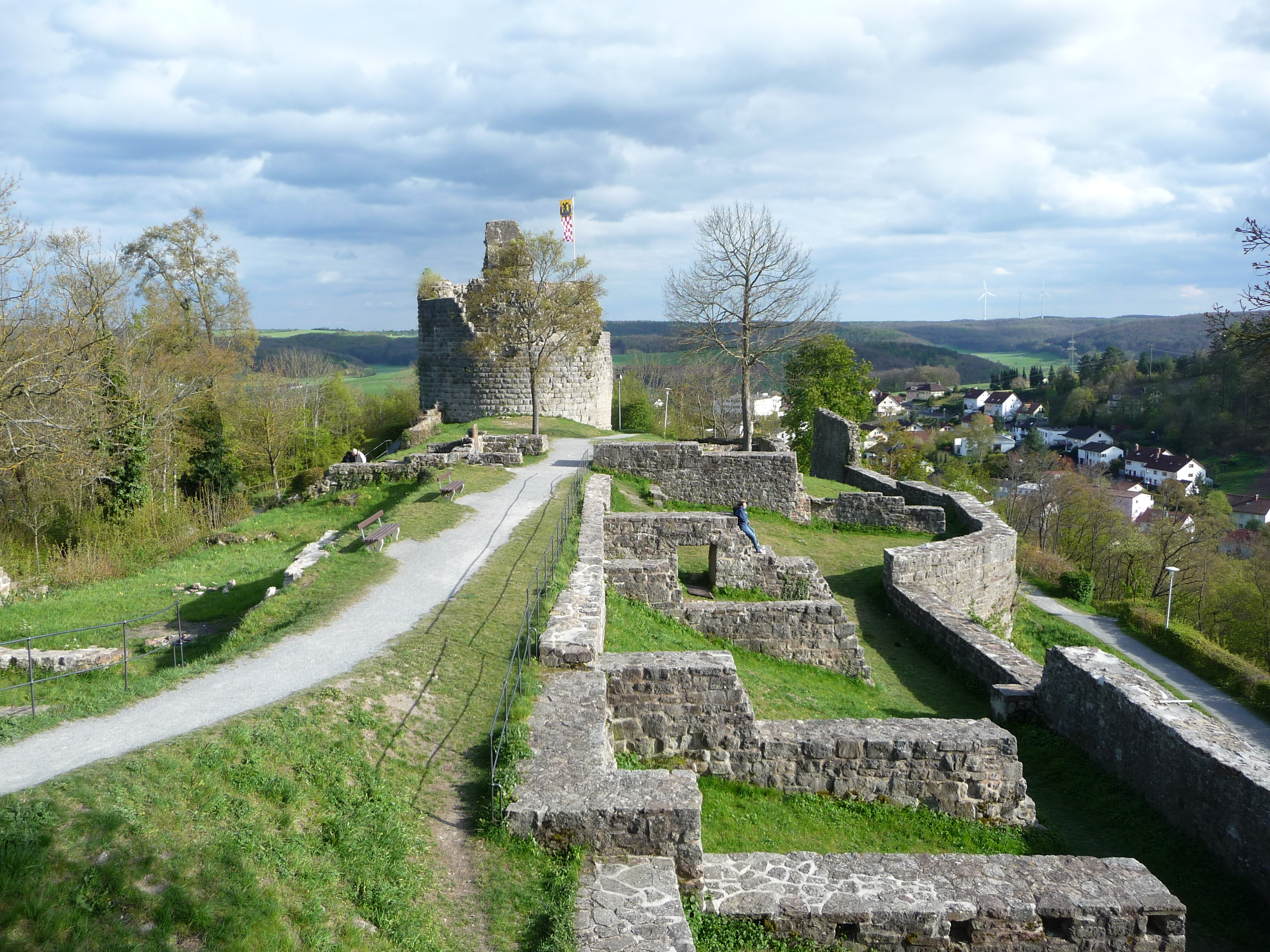
Ruïne van burcht Botenlauben

Otto van Botenlauben was een zoon van graaf Poppo VI van Henneberg en Sophia, gravin van Andechs en markgravin van Istrië. In 1206 doopt hij zichzelf om van graaf van Henneberg naar graaf van Botenlauben, naar de burcht Botenlauben in de buurt van Bad Kissingen. Van de burcht zijn tegenwoordig alleen nog maar de ruïnes over.
Van Otto's bestaan wordt voor het eerst melding van gemaakt wanneer hij zich in het gevolg bevindt van keizer Hendrik VI, tijdens diens campagne naar Italië. Daarna reist Otto door naar het Heilige Land waar hij een carrière weet op te bouwen in het koninkrijk Jeruzalem. Door zijn verworven reputatie trouwde hij met Beatrijs van Courtenay, dochter van seneschalk Jocelin III van Edessa. In 1220 verkocht hij zijn landerijen aan de Duitse Orde en keerde hij met zijn vrouw terug naar zijn thuisland, waar hij veel aan het koninklijk hof verbleef.
Otto en zijn vrouw waren samen verantwoordelijk voor de oprichting van het cisterciënzer klooster in Burkardroth. Zij liggen daar beiden begraven. Het klooster werd tijdens de Dertigjarige Oorlog vernietigd, maar hun grafstenen zijn bewaard gebleven.
Otto is ook een van de minnezangers die in de Codex Manesse aan bod komt. Zijn werken zijn echter beperkt waaronder enkele liefdesliedjes en een ballade.